# Skulptur

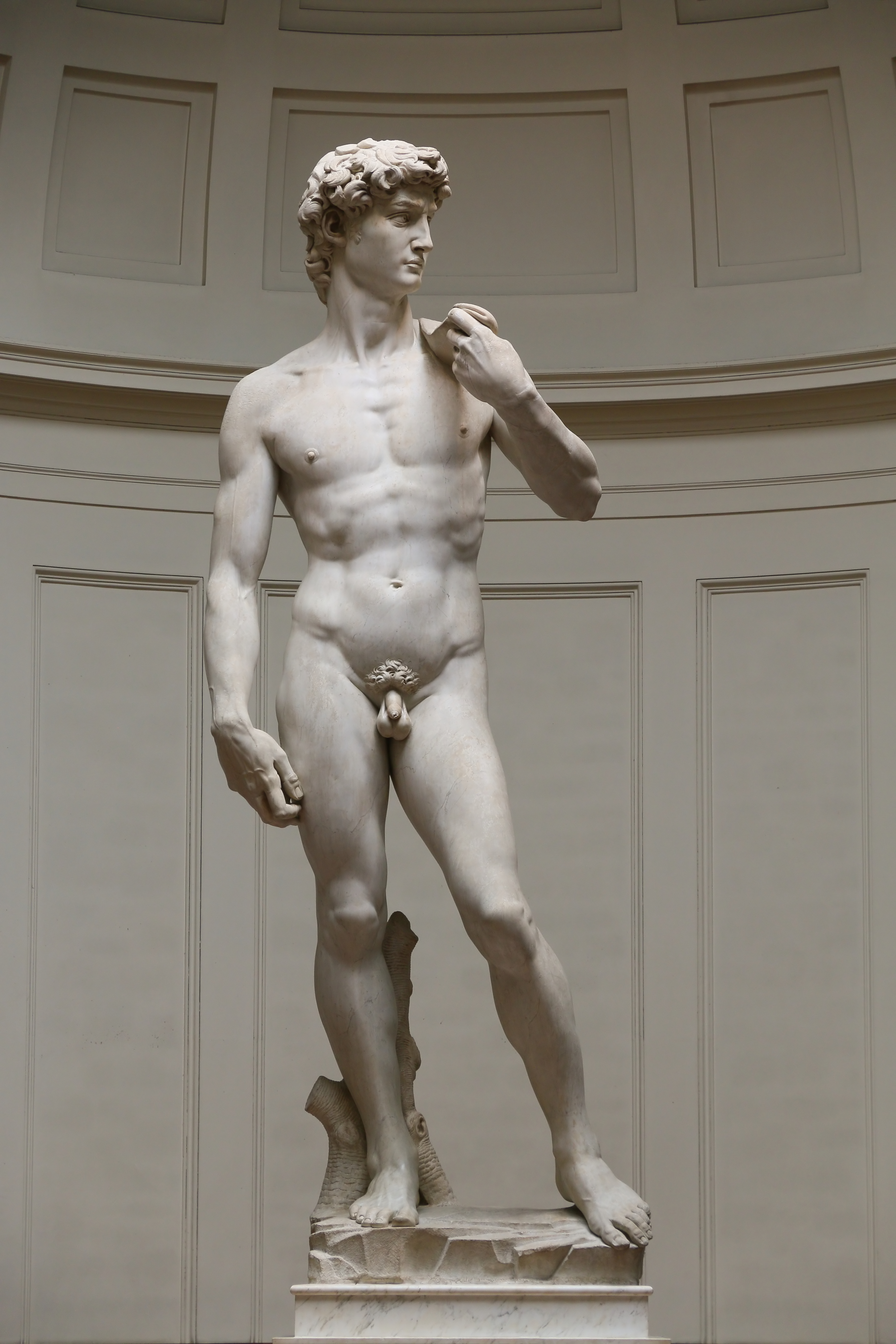
David von Michelangelo, eine Skulptur aus Marmor

Eine Skulptur (von lateinisch sculpere „schnitzen, meißeln“) ist ein dreidimensionales Werk der bildenden Kunst, das durch Abtragen von Material wie Holz oder Stein entsteht. Anders als die Umgangssprache unterscheidet die Fachsprache die Skulptur klar von der Plastik, die durch die Formung des Materials (z. B. Ton) entsteht.

## Begriff

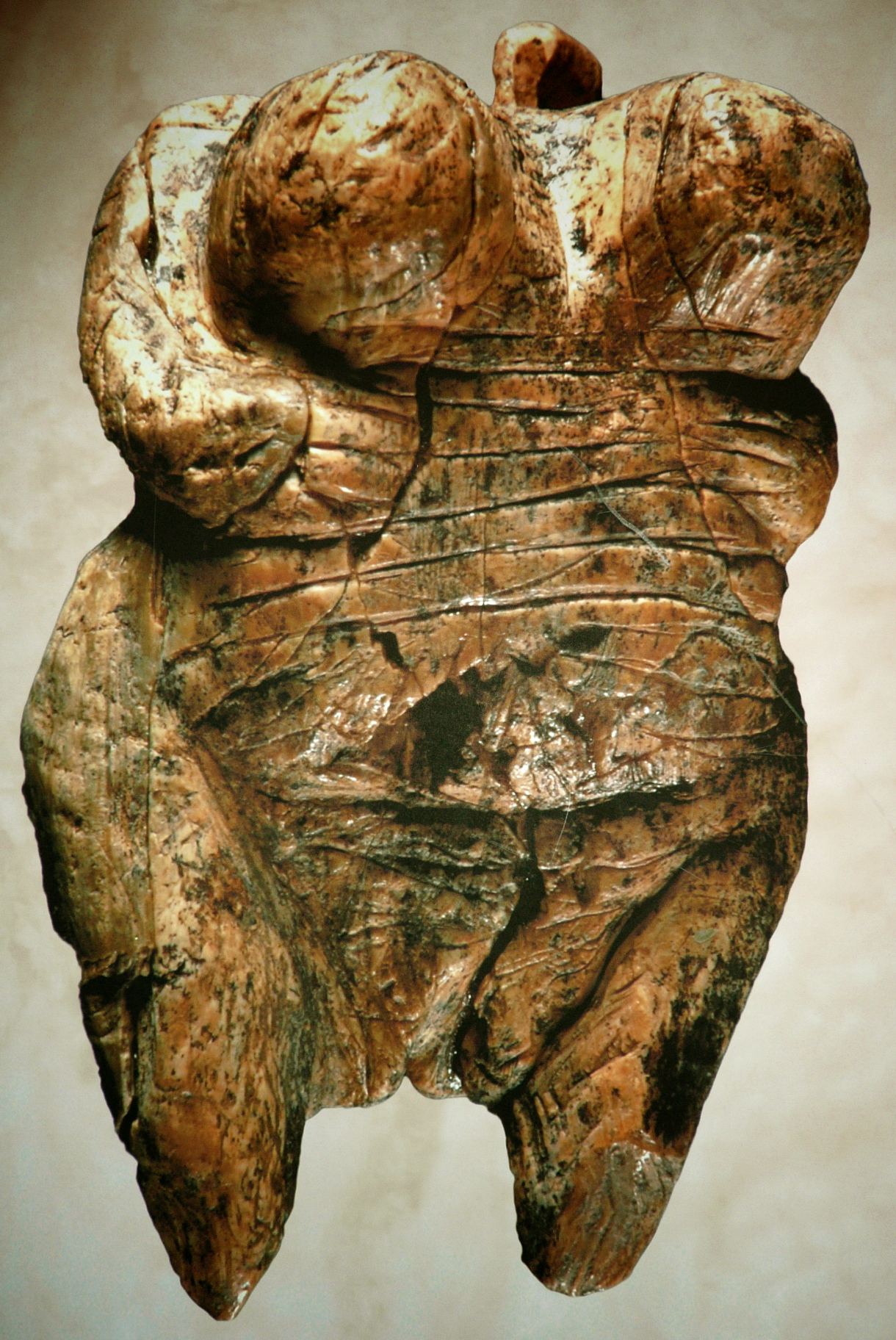
Venus vom Hohlefels, älteste Skulptur der Welt, 35.000–40.000 Jahre alt

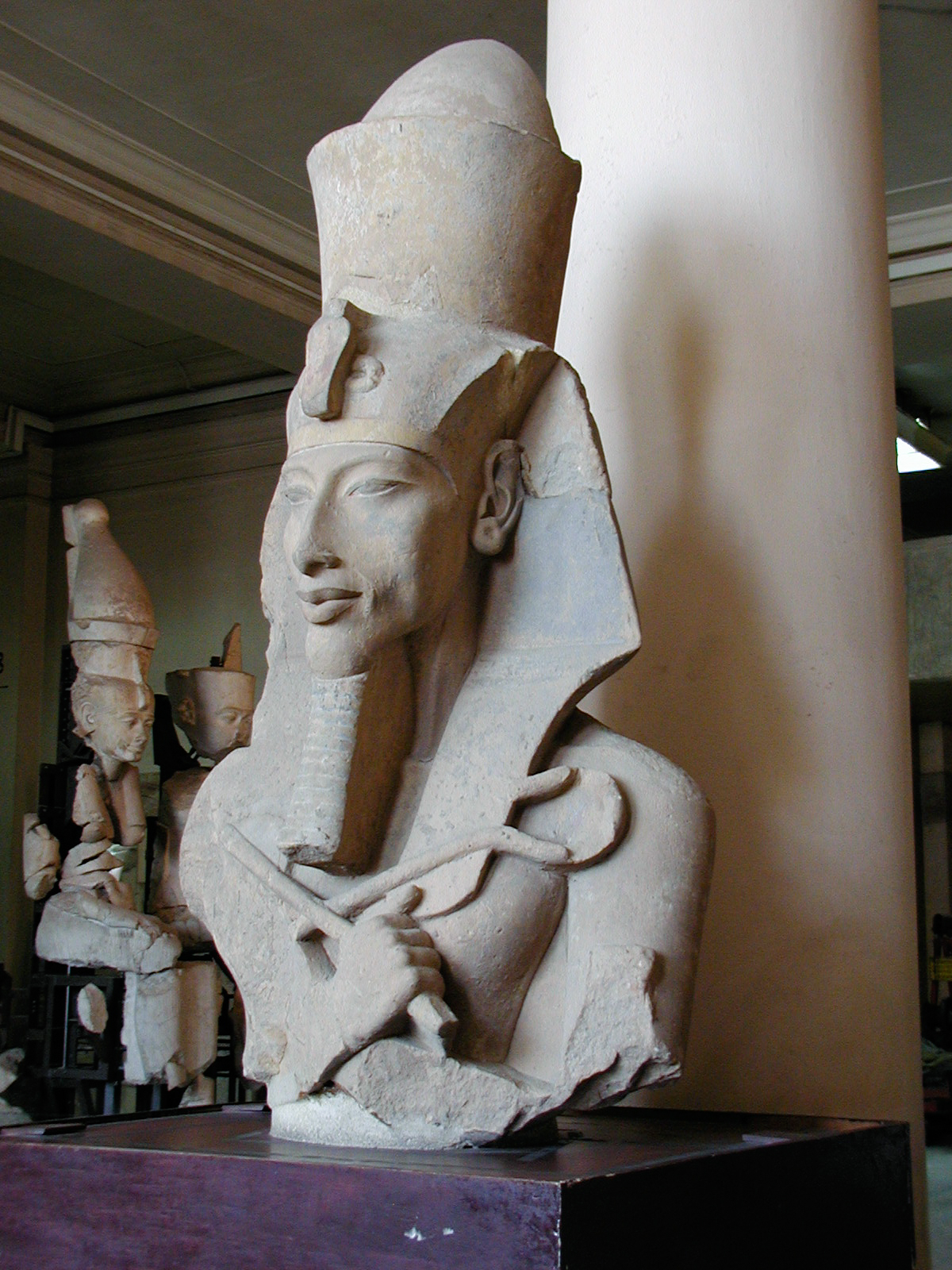
Echnaton, Ägyptisches Museum (Kairo), ca. 3353–3336 BP

### Herkunft
Das Wort Skulptur ist seit dem 18. Jahrhundert als Lehnwort aus dem Lateinischen in Gebrauch. Lateinisch sculptura ist abgeleitet vom Verb sculpere, das „schnitzen“ oder „meißeln“ bedeutet, also die Tätigkeit des Bildhauers bezeichnet, der mit Holz oder Stein arbeitet. Diese Bedeutung hatte das Wort zunächst auch im Deutschen: Bei einer Skulptur wird Material abgetragen, entweder mit Messer und Beitel (beim Schnitzen) oder mit dem Meißel (in der Steinbildhauerei). Das Kunstwerk wird aus dem Block herausgearbeitet („geschnitten“ oder „gehauen“).
Demgegenüber steht die Plastik im ursprünglichen oder engeren Sinn. Der Begriff ist aus dem griechischen Wort plássein (πλάσσειν), d. h. eine weiche Masse kneten, bilden, formen, gestalten, abgeleitet. Mit metallischen Materialien wird eher aufgebaut und angearbeitet (modelliert, montiert, geschweißt) oder in Form gegossen (siehe Kunstguss).

### Abgrenzung
Die Begriffe Skulptur und Plastik sind im allgemeinen Sprachgebrauch weitgehend deckungsgleich. Beide bezeichnen einerseits ein einzelnes Kunstwerk (auch Bildwerk genannt), andererseits werden sie auf die Bildhauerkunst insgesamt als Kunstgattung angewandt. Die ursprünglich differenzierte Bedeutung – eine Skulptur entsteht durch Hauen und Schnitzen, eine Plastik dagegen durch Auftragen von Material und Modellieren – ist zwar als kunstwissenschaftlicher Fachbegriff definiert, ist heute aber nur noch selten im allgemeinen Sprachgebrauch anzutreffen.
Heute unterscheiden nur noch wenige Fachautoren streng zwischen Plastik und Skulptur im ursprünglichen Sinne. Vor allem in der Gegenwartskunst (bei Assemblagen oder collageartigen Rauminstallationen) ist diese Differenzierung auf viele Bildwerke nicht anwendbar, so dass die beiden Begriffe kaum mehr im Sinne verschiedener Kunstgattungen verwendbar sind. Bei einzelnen Werken kann besser beurteilt werden, ob eher Plastik oder Skulptur der angemessene Ausdruck ist. Dennoch gelten die Begriffe heute auch mit Bezug auf einzelne Kunstwerke als weitgehend austauschbar.

## Formen von Skulpturen
In der Architektur wird der Begriff Großskulptur für Bauwerke verwendet, wenn diese als eigenständiges Kunstwerk angesehen werden.